# Evangelischer Friedhof Altglienicke

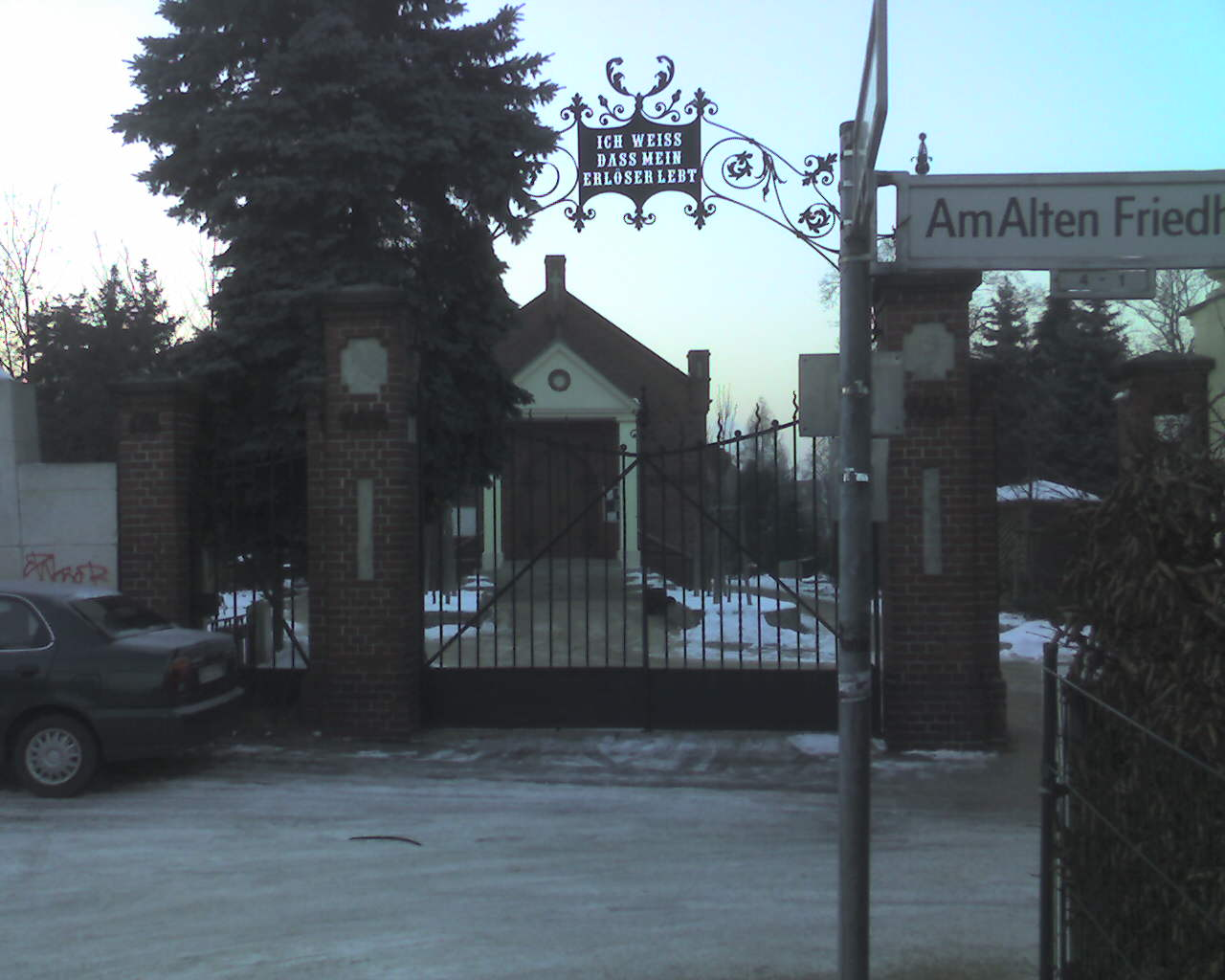
Eingangsportal zum Friedhof

Der Evangelische Friedhof Altglienicke befindet sich in der Straße Am Alten Friedhof Nr. 50 oberhalb der Rudower Straße im Berliner Bezirk Treptow-Köpenick, Ortsteil Altglienicke. Der Friedhof wurde dort 1884 angelegt, befindet sich in Verwaltung der Evangelischen Kirchengemeinde Altglienicke und umfasst heute eine Fläche von 19.169 m². Die Friedhofskapelle von 1904/05, die Umfassungsmauer mit den Erbbegräbnissen und das Eingangsportal von 1905 sind in der Berliner Denkmalliste eingetragen.

## Vorgeschichte: Frühere Friedhöfe

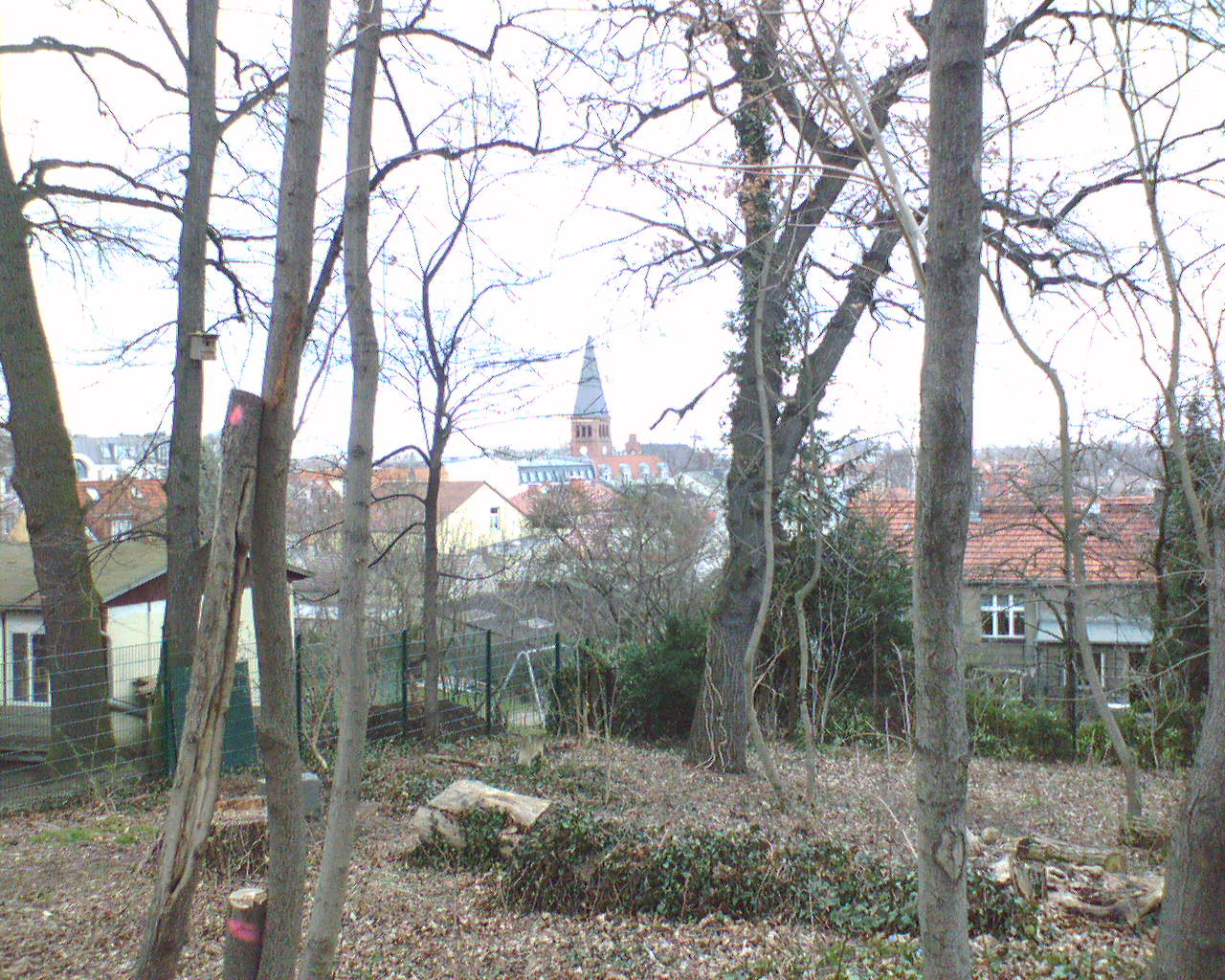
Blick vom ehemaligen Friedhof zur Kirche

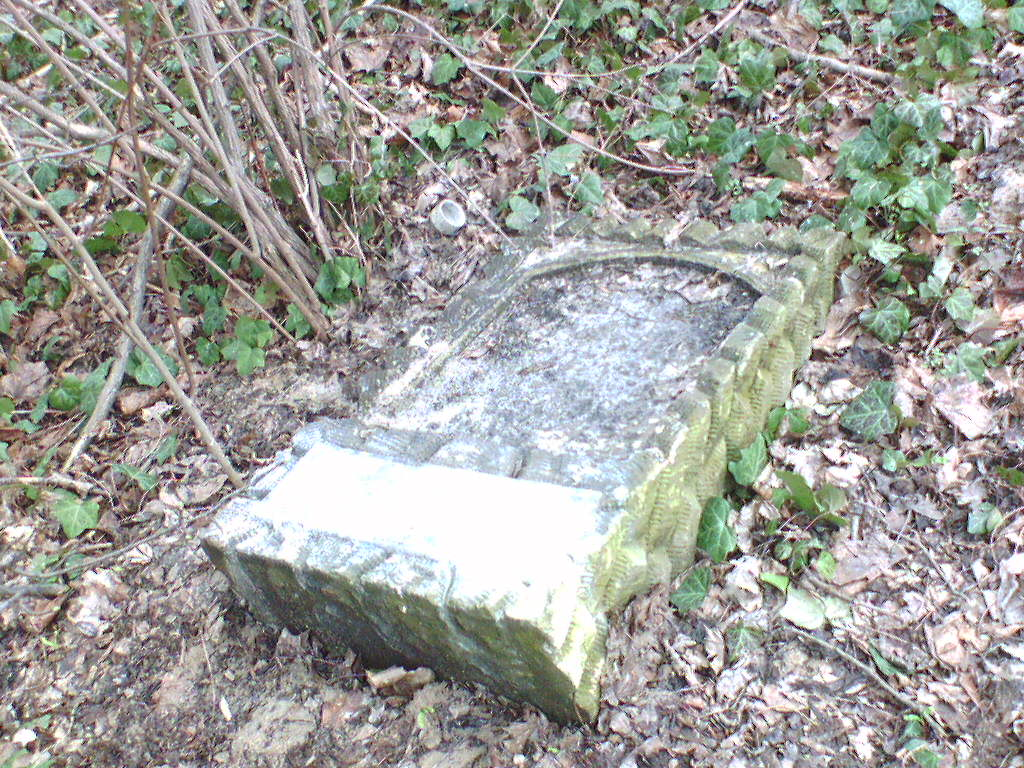
Rest eines verbliebenen Grabsteines

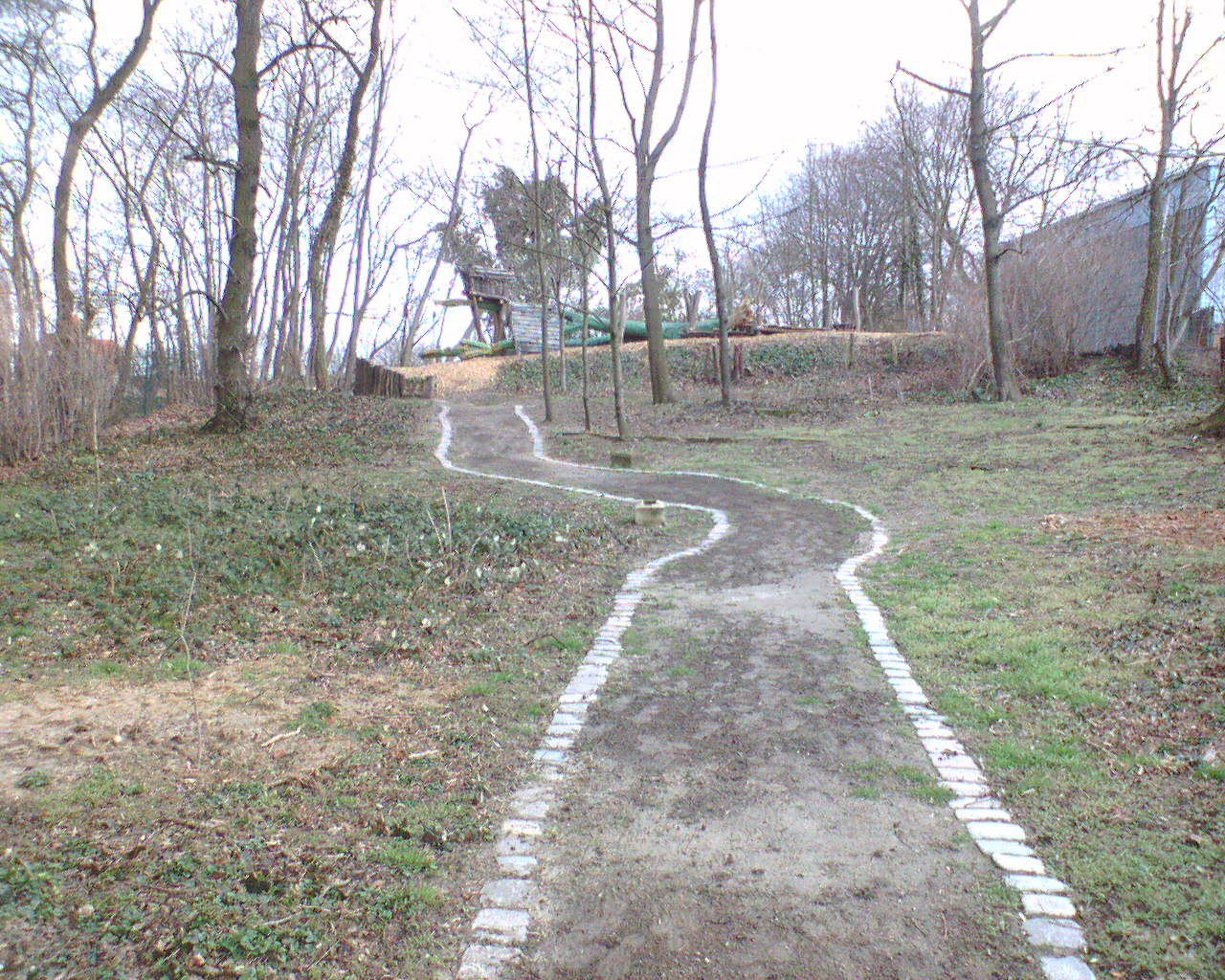
Umgestaltung des ehemaligen Friedhofs zur Grünanlage (März 2007)

Die 1375 als Glinik erstmals urkundlich erwähnte Gemeinde verfügte mehrere Jahrhunderte lang über einen um die Dorfkirche (heutige Pfarrkirche Altglienicke) gelagerten Kirchhof als Bestattungsort. Aufgrund der Lage im Berliner Urstromtal, einem sumpfreichen Gebiet mit hohem Grundwasserspiegel und bis zum Bau des Teltowkanals wiederkehrenden Überschwemmungen, erwies sich der Standort durch gelegentlichem Auftrieb von Särgen als weniger geeignet, so dass im 18. Jahrhundert ein höher gelegener Begräbnisplatz gesucht wurde. Dieser konnte angesichts der in Nachbarschaft befindlichen Hangkante zum Hochplateau Teltow kirchennah gefunden werden, in der heutigen Köpenicker Straße 33.
1764 wurden durch Friedrich den Großen in Glienicke Kolonisten aus der Pfalz angesiedelt, die ihren reformierten, calvinistischen Glauben nach Brandenburg-Preußen mitbrachten und als Neu-Glienicker weitgehende Eigenständigkeit von den lutherischen Alt-Glienickern bekamen. Da zu dieser Zeit Standesamtsangelegenheiten in kirchlicher Hand lagen und auch Friedhöfe streng konfessionell getrennt waren, entstand fortan neben dem evangelisch-lutherischen Friedhof der Alt-Glienicker in der heutigen Köpenicker Straße 35 ein weiterer evangelisch-reformierter Friedhof der Neu-Glienicker.
Aufgrund des gestiegenen Platzbedarfs der an Bevölkerung wachsenden Gemeinden wurden beide Friedhöfe bis 1849 mehrfach erweitert, erreichten in der Folgezeit jedoch abermals die Grenze ihrer Kapazität. Eine weitere Ausdehnung im Ortskern war nicht möglich.
Auf Hannemann’schem Ackerland, in Nähe der Gemarkungsgrenze, wurde schließlich 1884 ein 1,7 Hektar großer neuer Begräbnisplatz oberhalb der Rudower Straße angelegt. Die beiden alten Friedhöfe in der Köpenicker Straße wurden bis auf die mögliche Weiterführung vorhandener Erbbegräbnisse stillgelegt. Da der neue Friedhof ausschließlich in Verwaltung der evangelisch-lutherischen Gemeinde lag, durften die Reformierten ihre Verstorbenen nun zwar ebenso dort bestatten, mussten aber eine doppelte Grabstellengebühr bezahlen oder auf den Evangelisch-Reformierten Friedhof der nahen Stadt Cöpenick ausweichen.
1893 werden auf kaiserliche Order hin die Gemeinden Alt-Glienicke und Neu-Glienicke zur Einheitsgemeinde Altglienicke zusammengelegt. Von da an gelten auf dem neuen Friedhof auch einheitliche Grabstellengebühren für Reformierte wie Lutheraner. 1897 wurde auf einem Teil des evangelisch-reformierten Friedhofs das als Gemeindesitz dienende Pfarrhaus der Evangelischen Kirchengemeinde errichtet.
Der verbliebene alte Friedhof wurde noch einmal im Zweiten Weltkrieg für einzelne Bestattungen reaktiviert. Bestattet wurden hier auch viele 1945 gefallene Soldaten der Roten Armee, bis sie in den Folgejahren umgebettet wurden zum Sowjetischen Ehrenmal im Treptower Park.
Das heute noch verbliebene Areal des alten Friedhofes zwischen Pfarrhaus und Grundschule am Berg war lange Zeit durch Efeu und Wildwuchs überwuchert. Einige ganz wenige Überreste von Grabsteinen sind nach Entfernung des Wildwuchses noch zu finden. Hier entsteht derzeit eine öffentliche Grünanlage mit Kinderspielplatz.

## Anlage des Friedhofs von 1884
Der 1884 angelegte neue Friedhof in der Straße Am Alten Friedhof (Name eigentlich irreführend, da der alte Friedhof in der Köpenicker Straße war) erhielt in der Mitte des Grundstücks 1904/05 eine nach Plänen von F. Nischau und E. Schindler ausgeführte Kapelle, die unter Denkmalschutz steht wie auch das von E. Markus 1905 gestaltete schmiedeeiserne Tor mit der aus dem Alten Testament (Hiob 19,25 ) entnommenen Portalüberschrift „Ich weiß, dass mein Erlöser lebt“.
Die Umfassungsmauer mit den einzelnen Erbbegräbnissen ist ebenso in der Denkmalschutzliste eingetragen. Da die Hinterbliebenen mit dem Erwerb eines Erbbegräbnisses für ihre Familie auch für den entsprechenden Abschnitt der Friedhofsmauer sorgen mussten, hat diese ein wechselndes Aussehen.
Die älteste noch heute erhaltene Grabinschrift ist das Erbbegräbnis der Familie Dietz von 1887 aus der unmittelbaren Anfangszeit der Anlage. Im nördlichen Bereich des Friedhofes befinden sich viele sehr alte Gräber, die an bedeutende Familien und Einzelpersönlichkeiten der Altglienicker Ortsgeschichte erinnern, die zum Teil untereinander verwandt und verschwägert waren: einstige Landbesitzer, Pfarrer, Geschäftsinhaber, Architekten, Dorfschullehrer oder Gastwirte. Eines der herausragenden Grabmäler ist das des „Gemeinde- und Schulvorstehers, Patronatsältesten, Kreistagsabgeordneten, Kreisausschussmitglieder und Ritter p.p.“ Friedrich Hannemann (1831–1898), der als Dorfschulze die Entwicklung Altglienickes über lange Zeit prägte. In dessen Amtszeit fielen unter anderem die Errichtung der Pfarrkirche, der Alten Schule, der Feuerwache und ebendieser Friedhof, für den er das bis dahin landwirtschaftlich genutzte Land bereitstellte.

## Evangelischer Friedhof und Städtischer Friedhof
In Altglienicke muss heute zwischen dem in kirchlicher Verwaltung stehenden Evangelischen Friedhof und dem in kommunaler Verwaltung des Bezirksamtes Treptow-Köpenick (Friedhofsamt) stehenden Städtischen Friedhof Altglienicke differenziert werden, der sich einige Kilometer südlich an der Schönefelder Chaussee befindet. Letzter entstand 1911 als exterritorialer Friedhof der evangelischen Gemeinde Niederschöneweide. Mit der Eingemeindung Niederschöneweides wie Altglienickes 1920 in Groß-Berlin wurde dieser in kommunaler Trägerschaft überführt und durfte von da an auch für Altglienicker Verstorbene genutzt werden.